# Glyphochloa
Glyphochloa és un gènere de plantes de la família de les poàcies, ordre de les poals, subclasse de les commelínides, classe de les liliòpsides, divisió dels magnoliofitins.

## Taxonomia
- Glyphochloa acuminata (Hack.) Clayton
  -     - Glyphochloa acuminata var. acuminata
    - Glyphochloa acuminata var. stocksii (Hook. f.) Clayton
    - Glyphochloa acuminata var. woodrowii (Bor) Clayton
- Glyphochloa divergens (Hack.) Clayton
  -     - Glyphochloa divergens var. divergens
    - Glyphochloa divergens var. hirsuta (C.E.C. Fisch.) Clayton
- Glyphochloa forficulata (C.E.C. Fisch.) Clayton
- Glyphochloa goaensis (Rao i Hemadri) Clayton
- Glyphochloa henryi Janarth.,
- Glyphochloa mysorensis (Jain i Hemadri) Clayton
- Glyphochloa ratnagirica (Kulk. i Hemadri) Clayton
- Glyphochloa santapaui (Jain i Desh.) Clayton
- Glyphochloa talbotii (Hook. f.) Clayton